# Inocybe lacera
Inocybe lacera (Elias Magnus Fries, 1821 ex Paul Kummer, 1871) din încrengătura Basidiomycota, în familia Inocybaceae și de genul Inocybe, este o specie răspândită de ciuperci otrăvitoare, care poate provoca intoxicații letale. Acest burete coabitează, fiind un simbiont micoriza (formează micorize pe rădăcinile arborilor). Un nume popular nu este cunoscut. În România, Basarabia și Bucovina de Nord trăiește în grupuri, dar nu în tufe, pe sol acru, sărac, nisipos și umed, în păduri de conifere și mixte, la marginea lor, sub pini, dar, de asemenea, prin câmpii sterpe, și, conform micologului german Johann Stangl (1923-1988), prin turbării, sub arini, mesteceni, plopi și sălcii precum pe arsuri vechi. Apare de la câmpie la munte, din mai până în noiembrie.

## Taxonomie

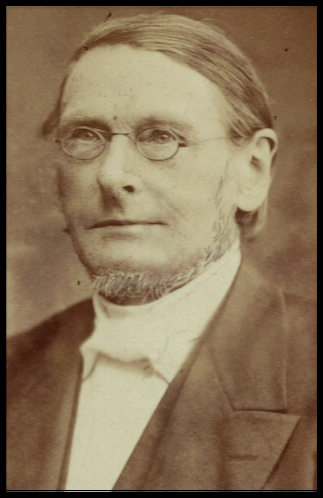
Paul Kummer

Numele binomial Agaricus lacer(us) a fost determinat de renumitul savant suedez Elias Magnus Fries în volumul 1 al trilogiei sale Systema Mycologicum din 1821.
Apoi, în 1871, cunoscutul micolog german Paul Kummer a transferat specia corect la genul Inocybe, sub păstrarea epitetului, de verificat în opera sa principală Der Führer in die Pilzkunde: Anleitung zum methodischen, leichten und sicheren Bestimmen der in Deutschland vorkommenden Pilze mit Ausnahme der Schimmel- und allzu winzigen Schleim- und Kern-Pilzchen, fiind numele curent valabil (2021).
Taxonul Inocybe deflectens a micologului italian Pier Andrea Saccardo din 1887, denumit pe baza binomului descris de micologul bavarez Max Britzelmayr în 1883,  se mai găsește în unele publicații vechi. 
În plus, au mai fost descrise peste 15 de forme respectiv variații referitoare la această specie, de verificat aici:.
Epitetul specific este derivat din adjectivul latin (latină lacer, -a, -um=ciuntit, sfârtecat, sfâșiat), datorită aspectului ciupercii la bătrânețe.

## Descriere
Această specie este în aspect foarte variabilă cum dovedesc și cele 17 forme precum variații descrise. De aceea, identificarea este numai foarte grea la locul culegerii.

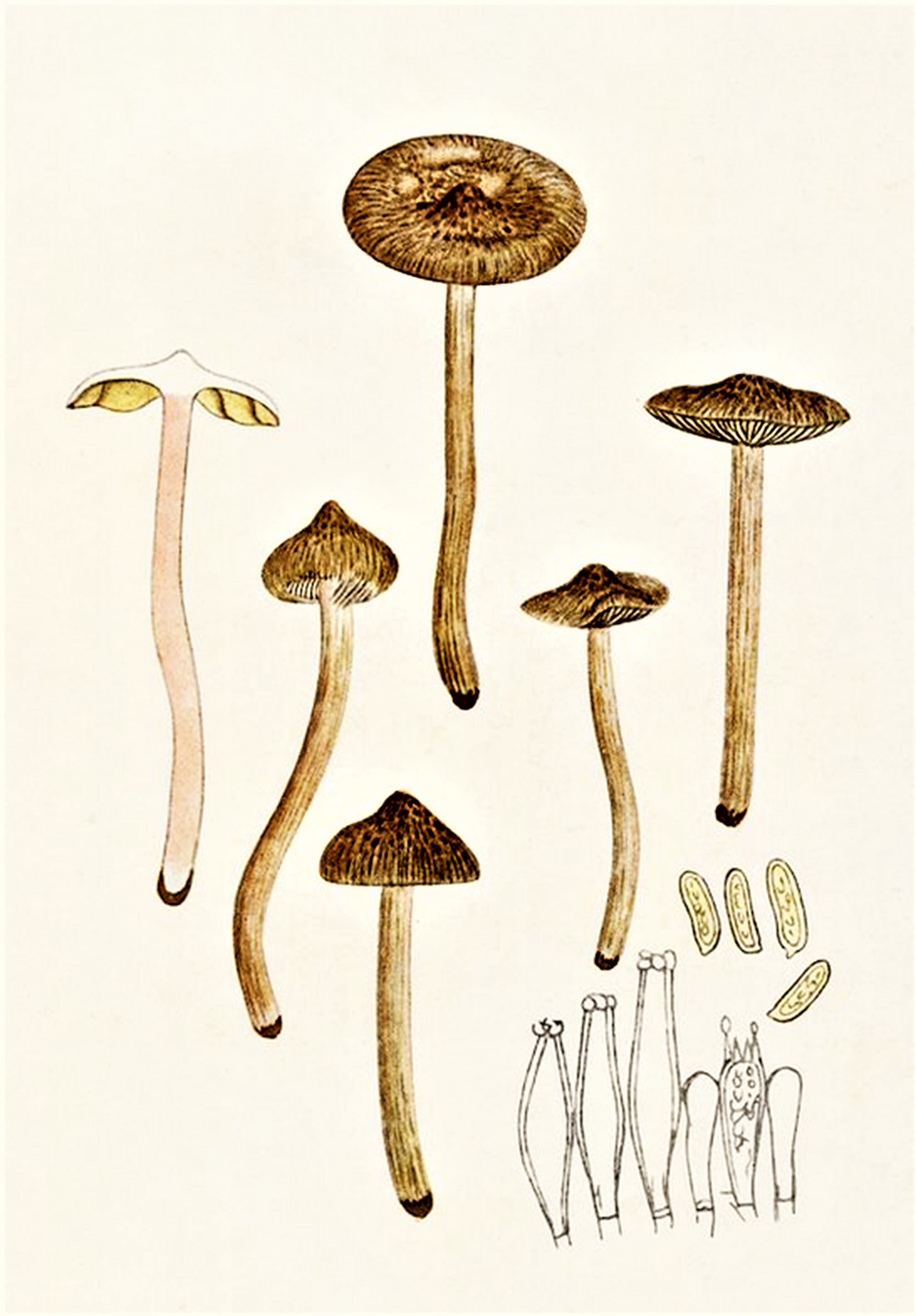
Bres.: Inocybe lacera

- Pălăria: subțire, dar destul de robustă are un diametru de 2-5 (7) cm, este inițial puternic arcuită sau în formă de clopot, apoi aplatizat convexă cu o cocoașă tocită centrală bine evidentă, la bătrânețe cu rupturi adânci până la tijă. Cuticula uscată, este fin radială până la dens încâlcit-pâsloasă. Nu este neobișnuit ca pâsla să formeze mănunchiuri de solzișori cocârjați. Solzii și centrul pălăriei se abat de la culoarea de bază brun deschis la maro de alun, fiind în mare parte de un brun închis. Marginea pălăriei este dreaptă, la început drapată ca o pânză de păianjen cu resturi de cortină brun-albicioase.
- Lamelele: sunt nu prea subțiri și destul de distanțate, intercalate, uneori cu câteva bifurcații, ocazional slab bombate și aderate lat la picior. Coloritul mai întâi albicios, devine cu timpul palid maroniu și în vârstă brun-roșiatic până umbrin, muchiile netede fiind presărate cu multe gene fine și albicioase.
- Piciorul: fibros și destul de flexibil de 2-5 cm înălțime și de 0,3-0,5 cm grosime este cilindric, adesea curbat, tânăr plin, dar bătrân gol pe dinăuntru, baza fiind adesea îngroșată, însă niciodată bulboasă. Coloritul este pe fond ocru-brun murdar, suprafața fiind presărată de solzișori mai deschiși palid maronii care dispar mai târziu. Spre baza netedă se decolorează brun-negricios. Nu prezintă un inel.
- Carnea: este subțire, inițial gri-albicioasă, brunând la bătrânețe și în picior fibroasă, de culoarea lemnului. Mirosul este spermatic și ceva putregăios, gustul blând și puțin mucegăios.[3][4]
- Caracteristici microscopice: are spori ocru-galbeni, netezi, drepți, mai mult sau mai puțin cilindrici, cu un apicol și pereți groși, măsurând 12-15 (17) x (4,5) 5-7 microni. Coloritul pulberii lor este brun ca tutunul. Basidiile clavate cu preponderent 4 sterigme fiecare măsoară 25- 30 x 8-10 microni. Cistidele (elemente sterile situate în stratul himenal sau printre celulele din pielița pălăriei și a piciorului, probabil cu rol de excreție) de 50-70 x 15-20 microni cu pereți destul de subțiri (0,5-1,0 µm) sunt fusiform-ventricoase, vârfurile cu incrustații apicale. Cheilocistidele (elemente sterile situate pe muchia lamelor) care se decolorează cu hidroxid de potasiu verzui sunt fusiforme, cu pereți groși de până la 2,5 µm și cu forme cristaline la capăt, având o dimensiune de 48-75 x 13-20 microni. Pleurocistidele (elemente sterile situate în himenul de pe fețele lamelor), de asemenea cu pereți groși, au forma de balon cu un diametru de 30-40 microni.[10][11]
- Reacții chimice: nu sunt cunoscute.[12]

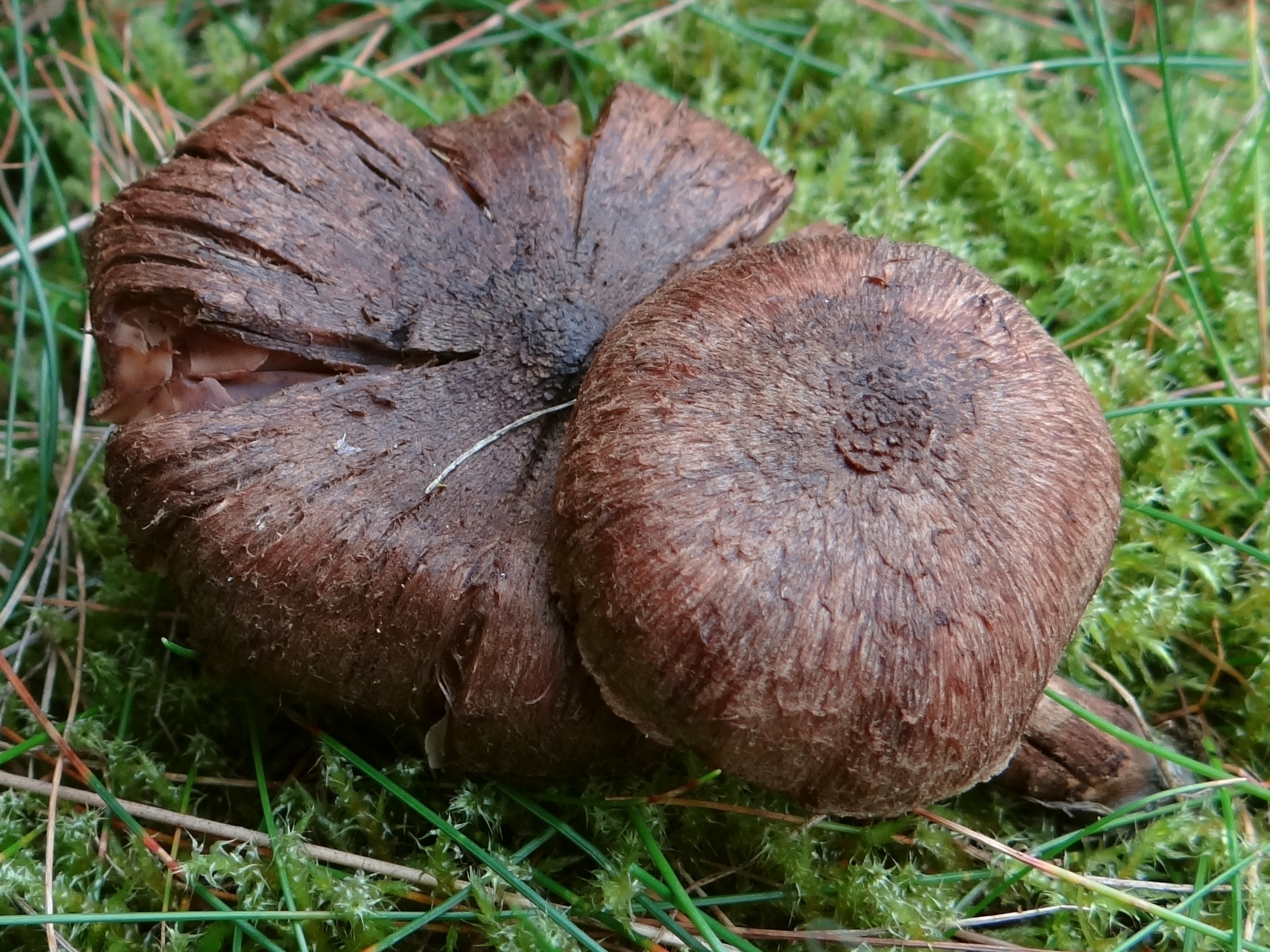
I. lacera bătrâne: pălării
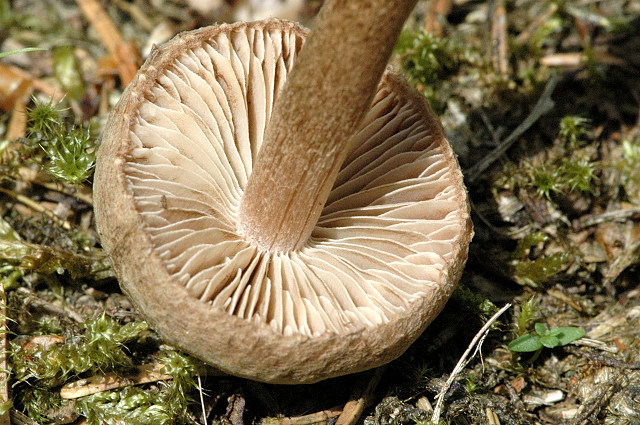
I. lacera, lamele și picior
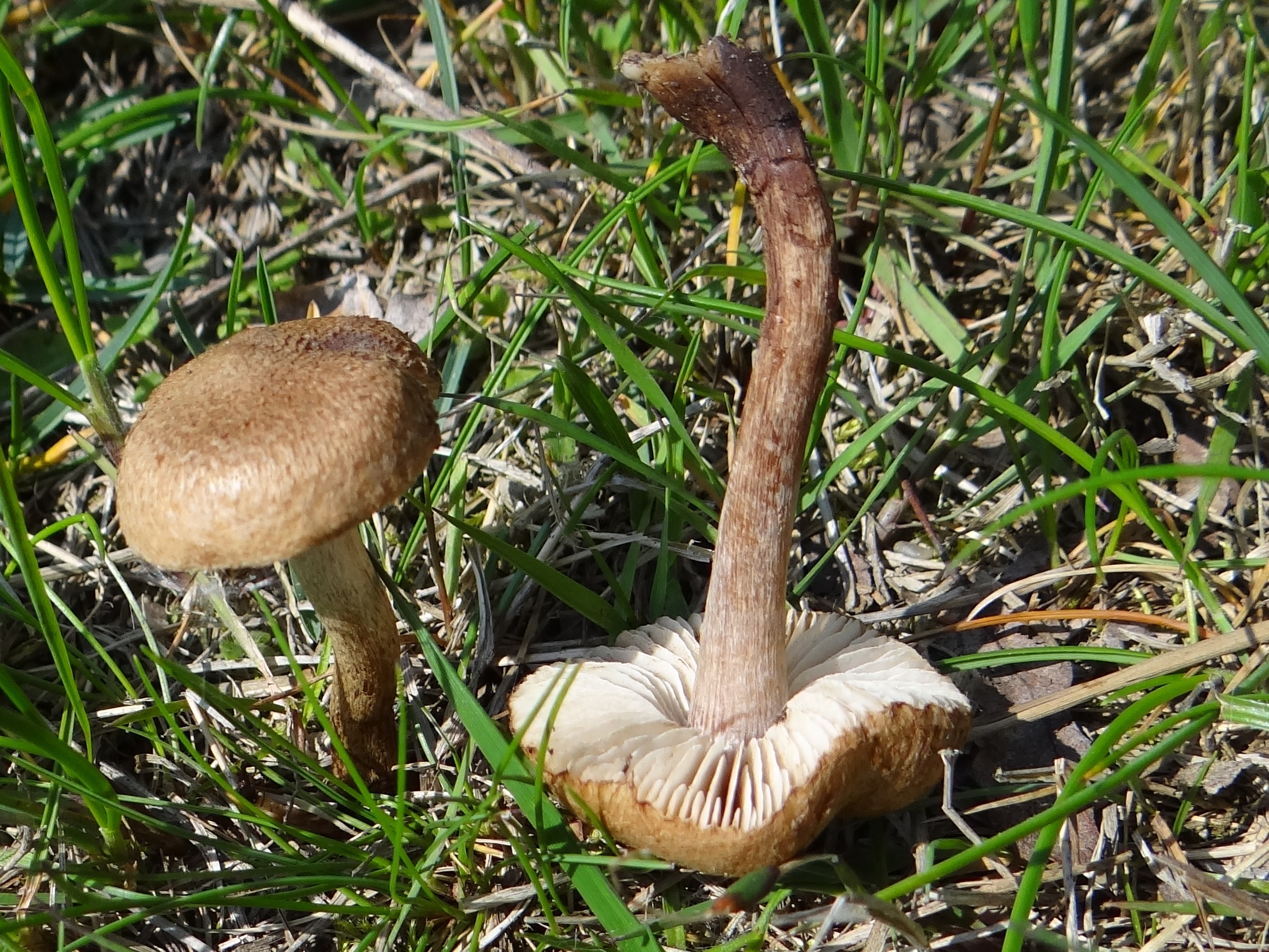
I. lacera tinere, pălărie, lamele și picior
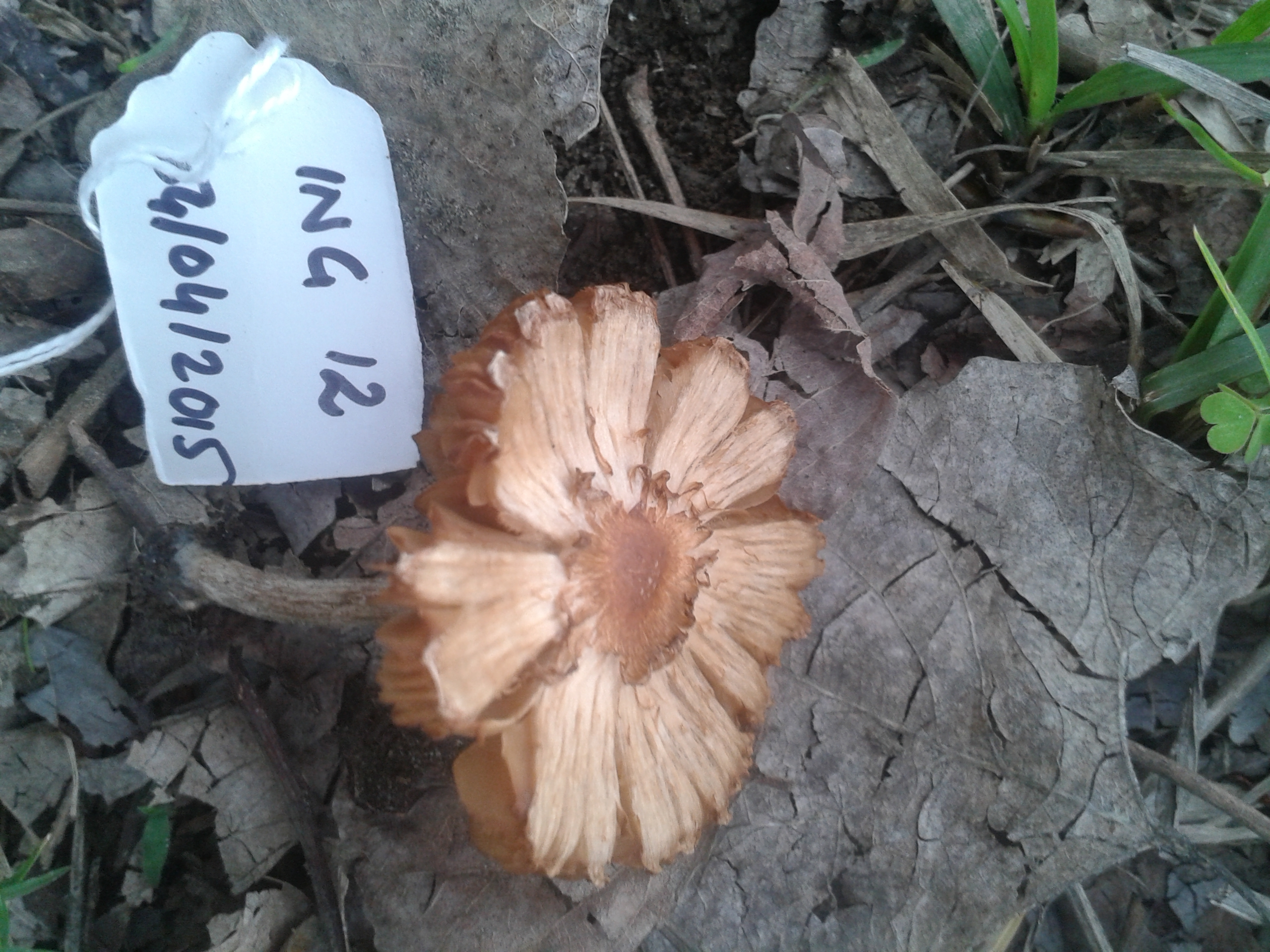
I. lacera foarte bătrână
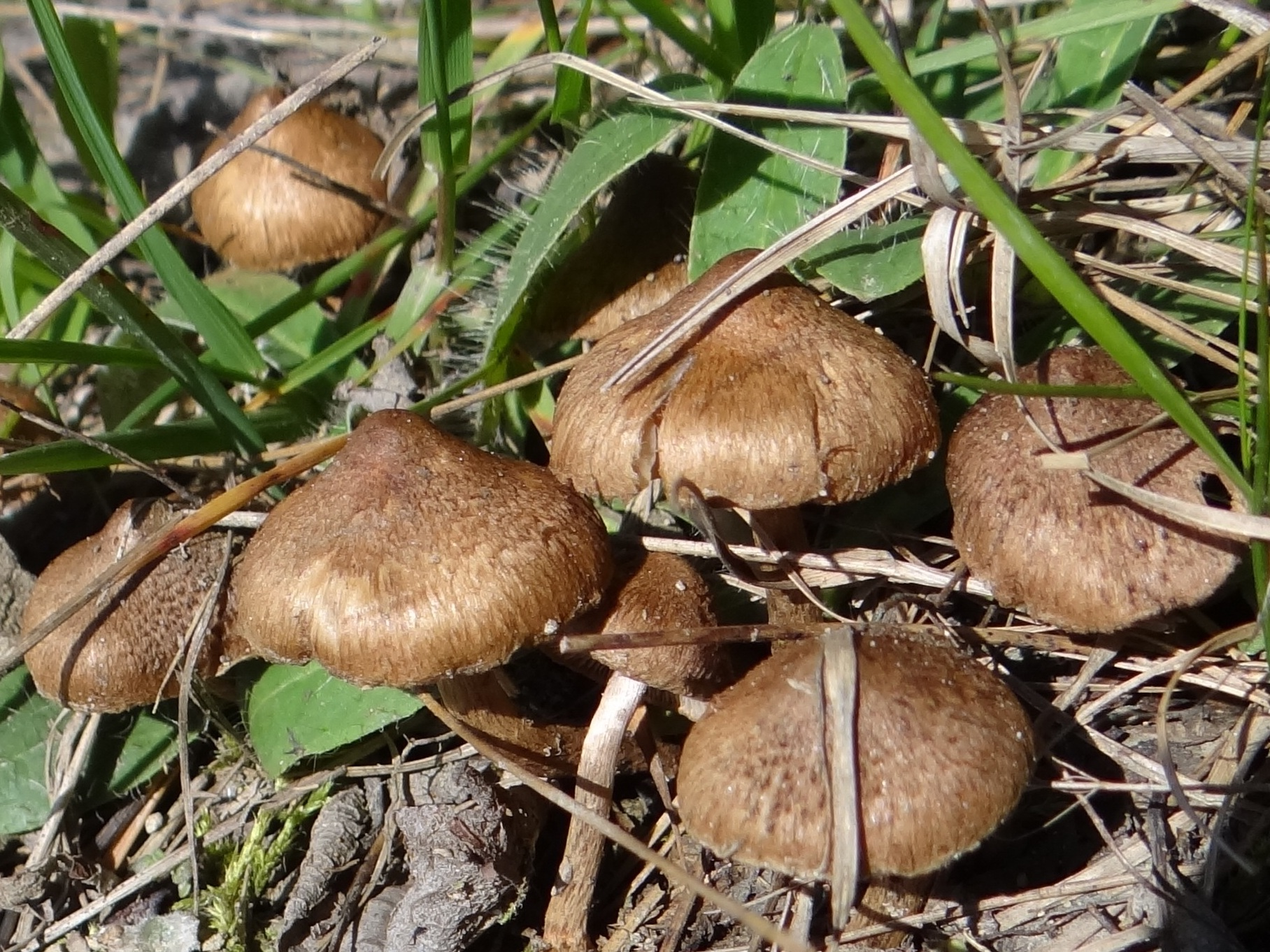
I. lacera, grup

## Confuzii
Inocybe lacera poate fi confundată în primul rând cu specii ale aceluiași gen cum sunt Inocybe cincinnata sin. Inocybe obscura (letală),  Inocybe dulcamara (otrăvitoare), Inocybe fraudans (otrăvitoare), Inocybe godeyi, Inocybe heimii (otrăvitoare), Inocybe hirtella (foarte otrăvitoare, poate chiar letală), Inocybe hystrix (letală), Inocybe lanuginosa (otrăvitoare, posibil letală), Inocybe stellatospora (probabil letală) sau Inocybe terrigena (foarte otrăvitoare), dar, de asemenea, de exemplu cu Tricholoma vaccinum (necomestibil, ingerat în cantități mai mari toxic, se dezvoltă  în același habitat ca specia descrisă, miros făinos-pământos, gust făinos, amărui și slab iute).

## Specii asemănătoare în imagini

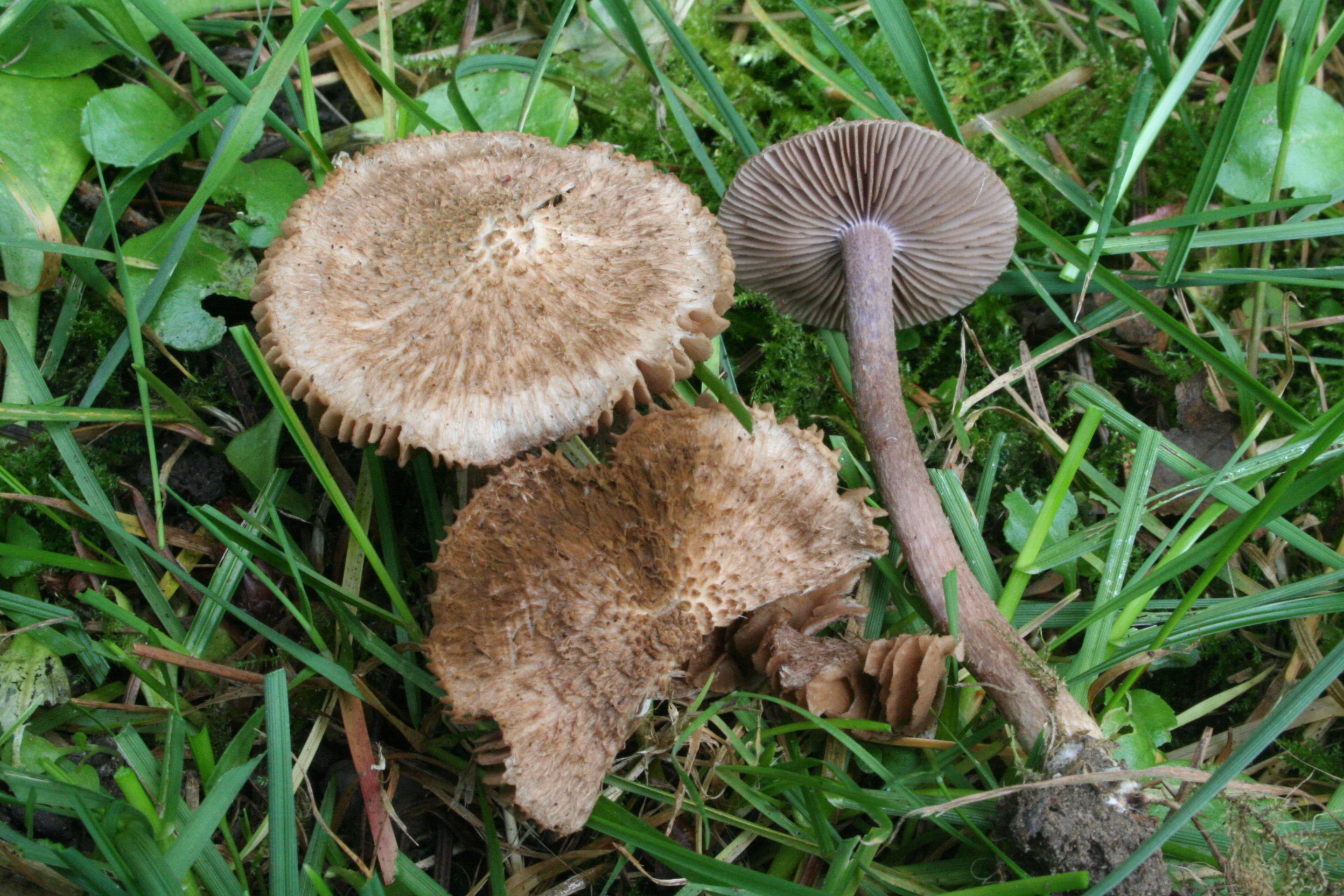
!!!Inocybe cincinnata sin.   Inocybe obscura!!!
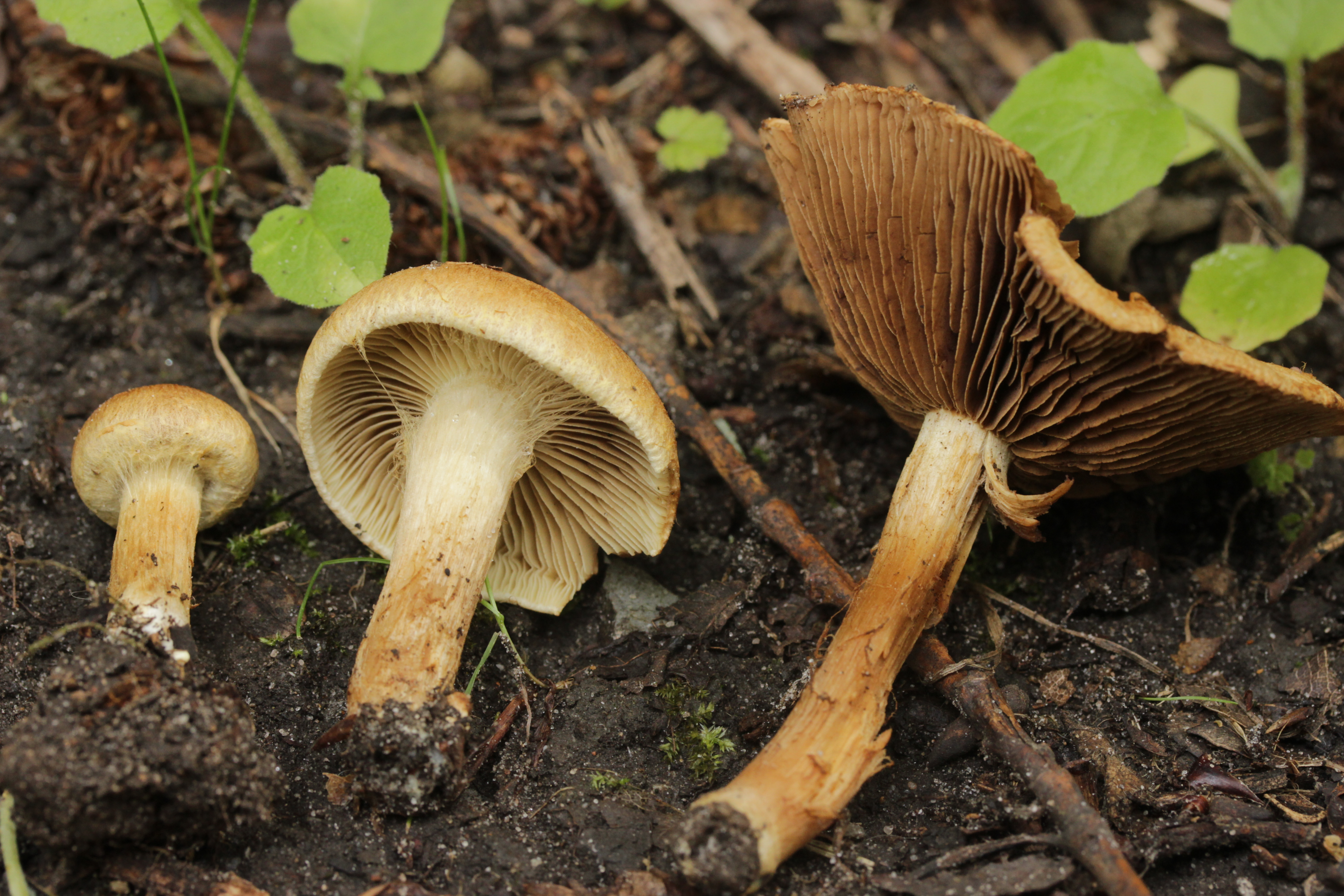
!!Inocybe dulcamara!!
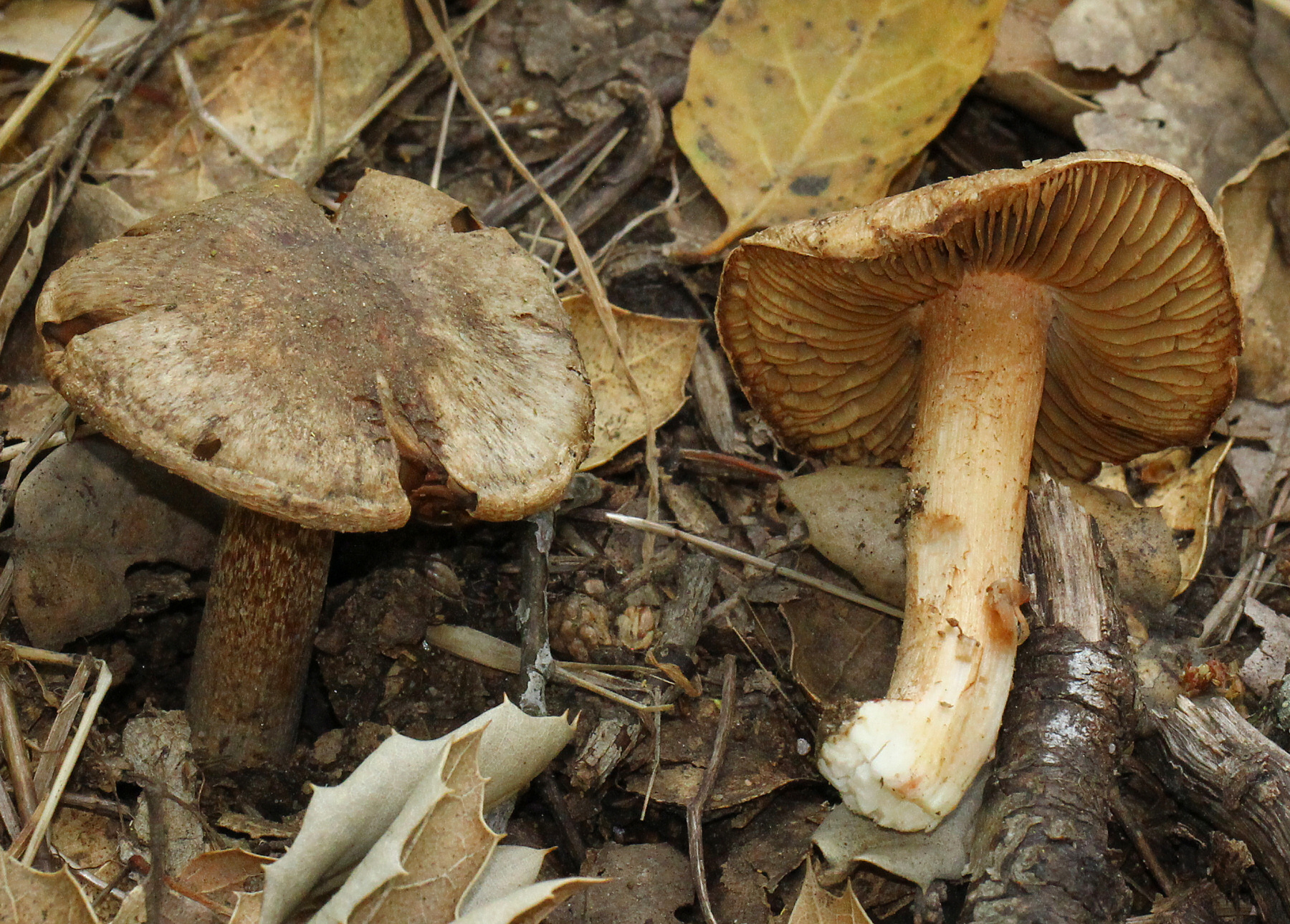
!!Inocybe fraudans!!
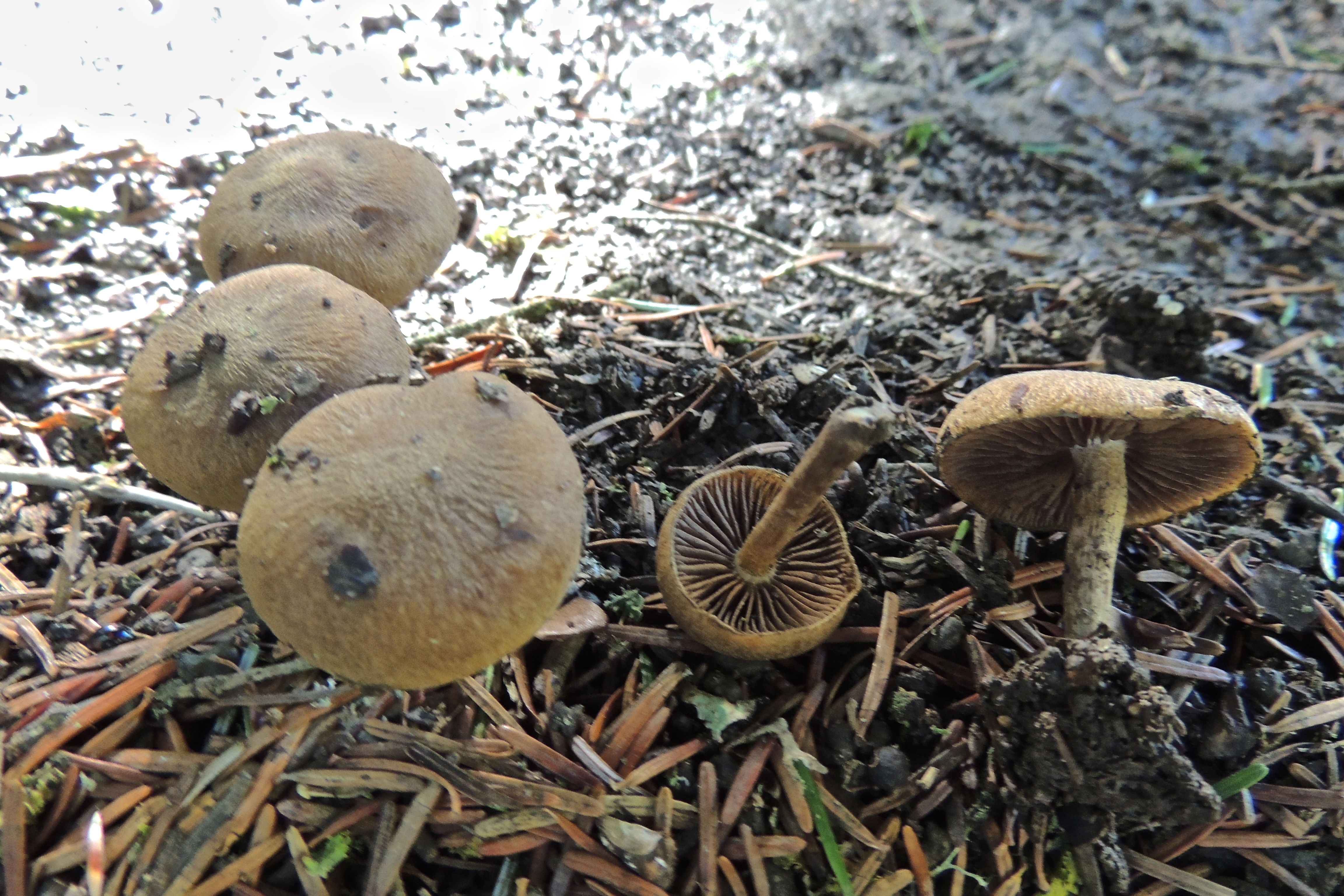
!!Inocybe heimii!!
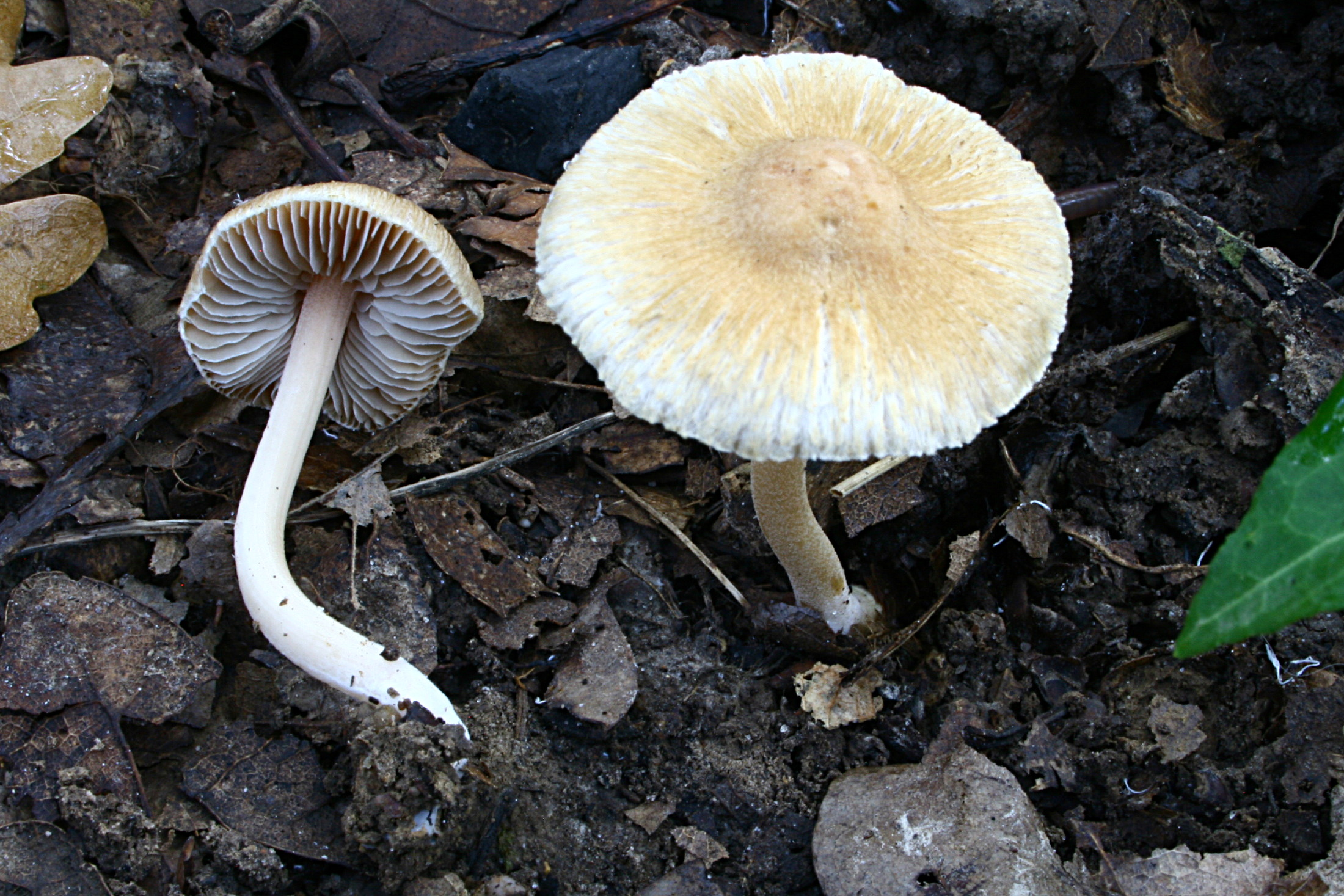
!!!Inocybe hirtella!!!
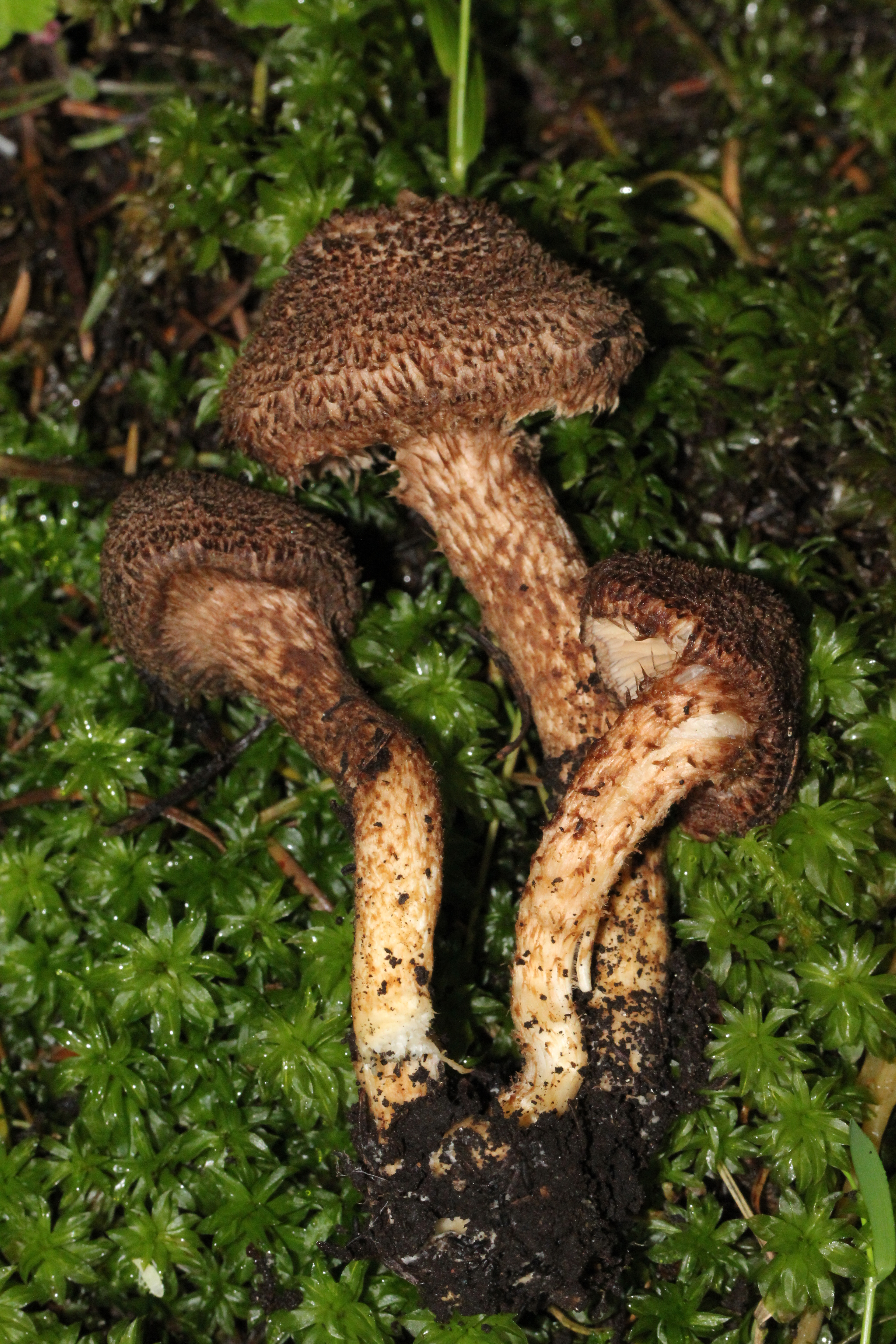
!!!Inocybe hystrix!!!
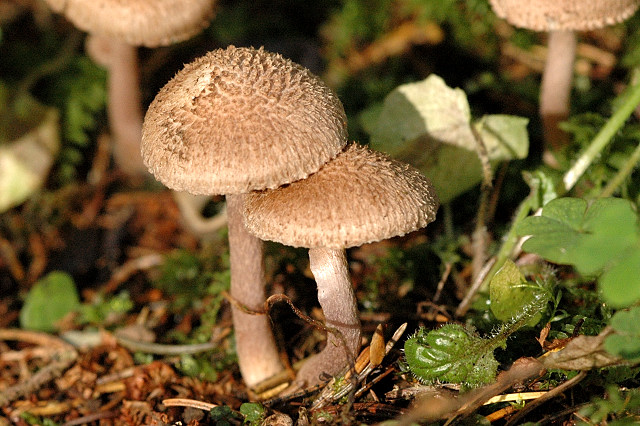
!!!Inocybe lanuginosa!!!
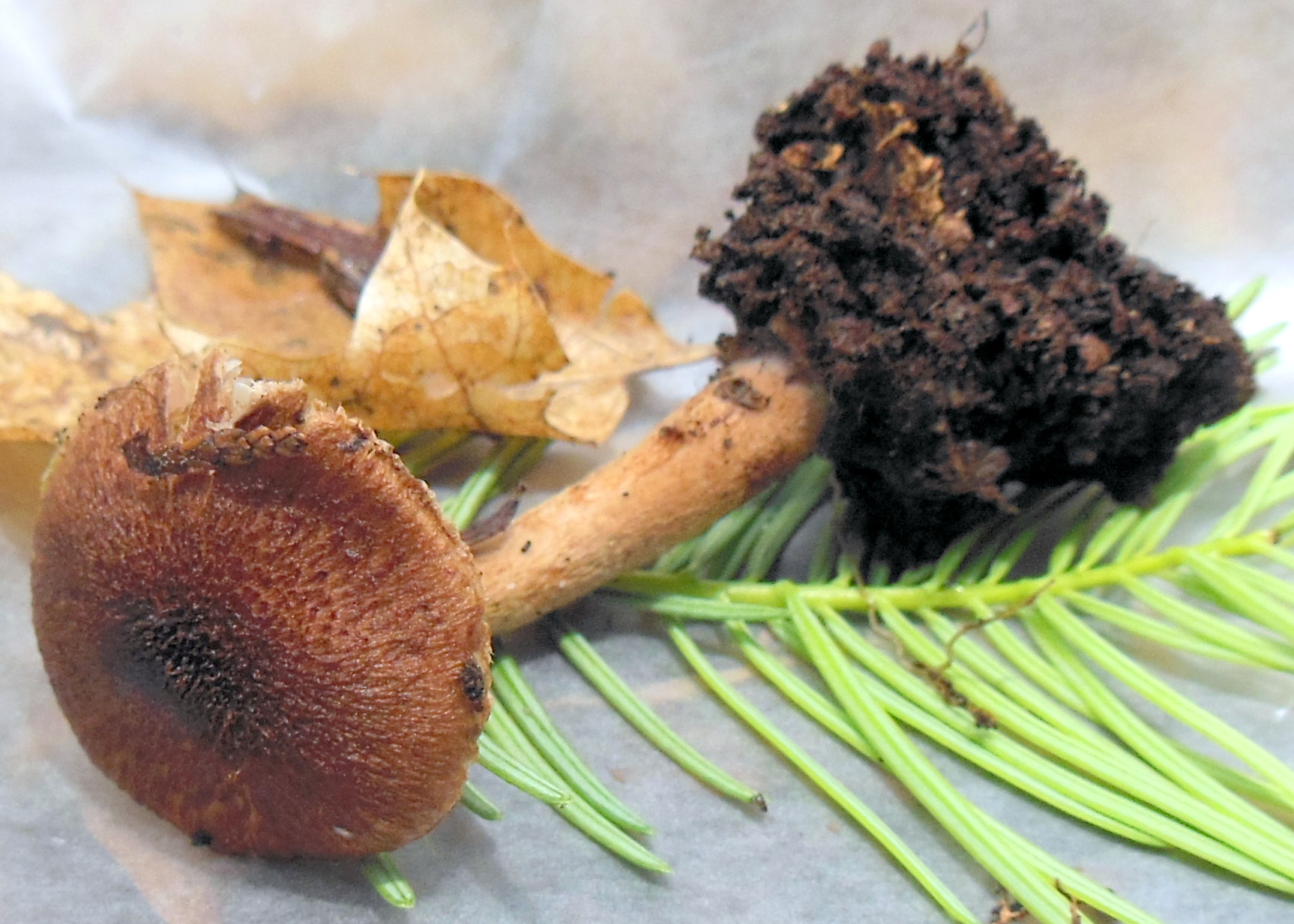
!!!Inocybe stellatospora!!
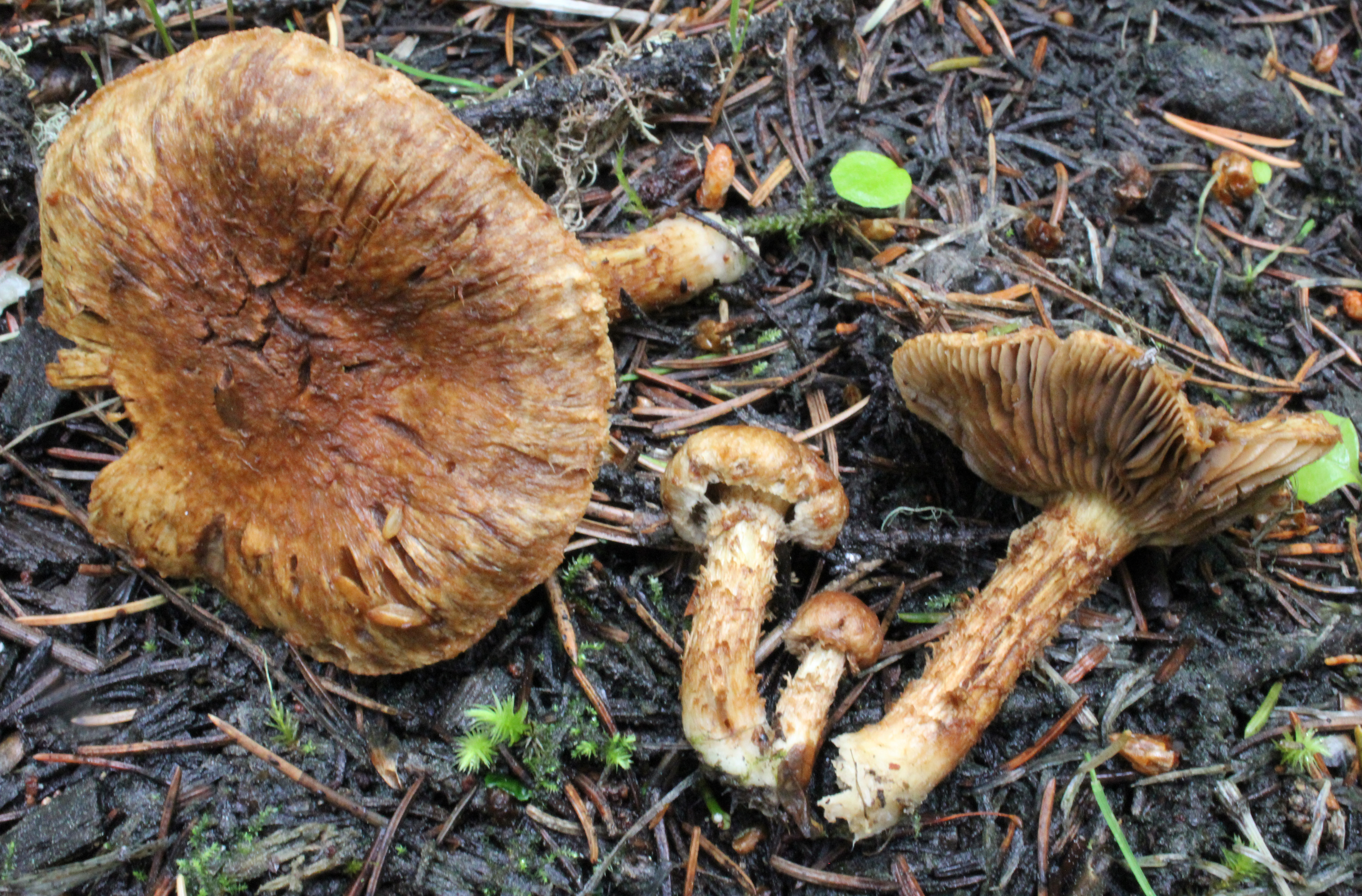
!!Inocybe terrigena!!
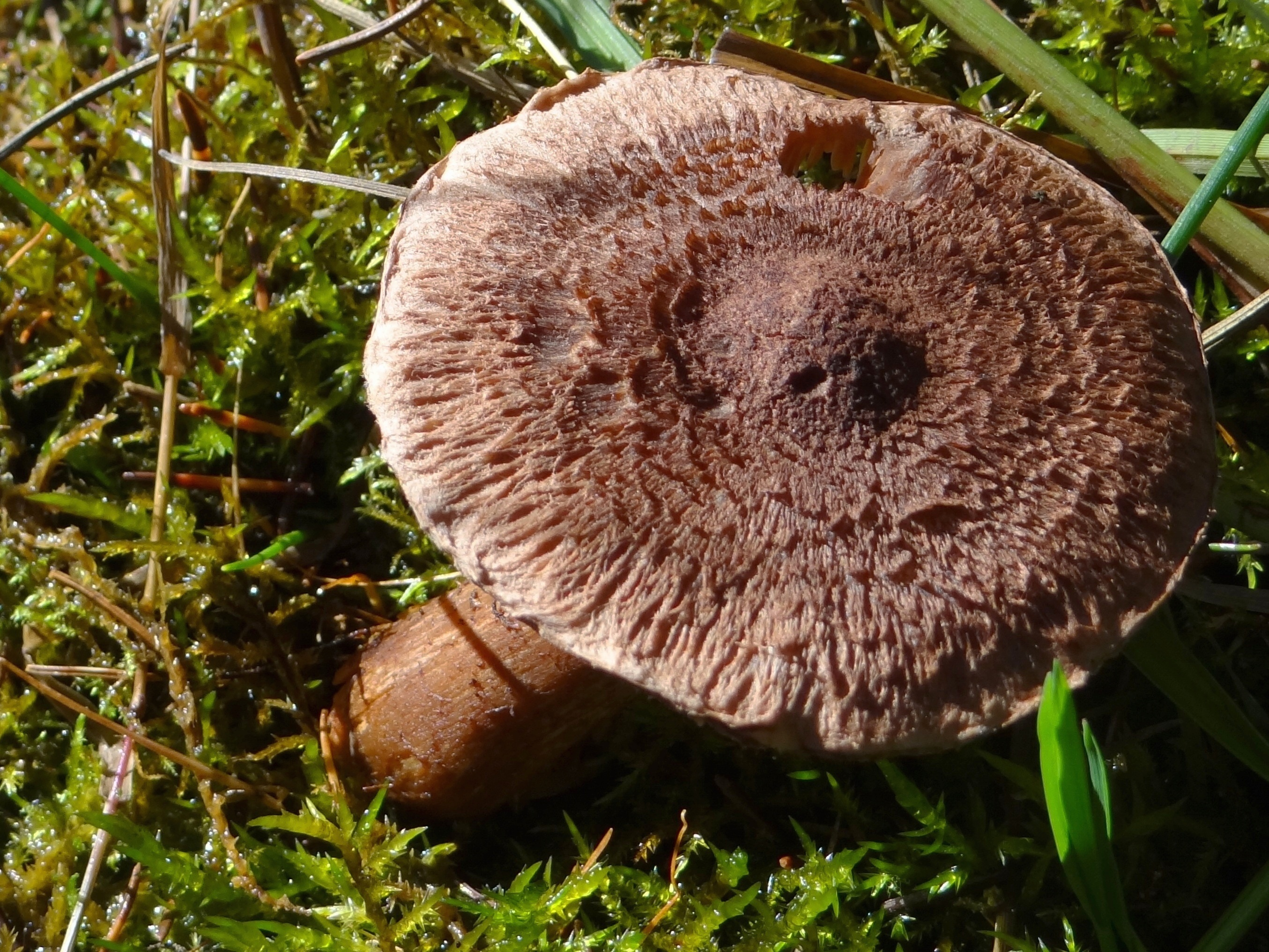
!Tricholoma vaccinum!

## Valorificare
Specia este foarte otrăvitoare și poate fi letală pentru că conține pilocarpină, o micotoxină foarte puternică, înrudită cu muscarina. După un timp de incubație între 15-40 minute după ingerare, provoacă transpirații vehemente, friguri, tulburare a vederii, accelerație cardiacă, dispnee, nu rar și convulsii, un șoc anafilactic sau chiar un edem pulmonar. Antidot este atropina (5-10 mg sulfat de atropină intravenos). În plus, conține radioizotopul cesiu-137 în doze destul de mari.